# کیلیان آزار
کیلیان آزار (به فرانسوی: Kylian Hazard؛ زاده ۵ اوت ۱۹۹۵) بازیکن فوتبال اهل بلژیک است. او برادر ادن آزار و تورگان آزار است.